# Białka bogate w prolinę
Białka bogate w prolinę (PRP) to klasa białek pozbawionych struktury trzeciorzędowej (IUP) zawierającej kilka powtórzeń krótkich sekwencji bogatych w prolinę.
Wiele zwierząt odżywiających się taninami rozkłada wiążące taniny białka (mucyny) w swojej ślinie. Tę właściwość ich ślina zawdzięcza zawartości proliny. Zalety wykorzystywania bogatych w prolinę białek do dezaktywacji tanin są następujące:
- PRP dezaktywują taniny w większym stopniu niż robią to białka odżywcze, co skutkuje zredukowaniem strat związków azotu podczas wydalania.
- PRP nie wymagają specyficznych związków azotowych i nie zawierają kluczowych kwasów aminowych w odróżnieniu od cennych białek odżywczych[2].

Przykładem takiego białka jest IB5, ludzkie białko produkowane przez ślinianki, które wiąże się z polifenolami (powstały związek jest przyczyną uczucia cierpkości w ustach).